# 赤く熱い鼓動
「赤く熱い鼓動」（あかくあついこどう）は、女性歌手愛内里菜の19枚目のシングル。CDコードはGZCA-4038。

## 解説
- 前作ではオリコンTOP10には届かなかったものの、本作では最高7位とTOP10入りを果たしている。
- コーラスは宇徳敬子。

## 収録曲
1. 赤く熱い鼓動
  - 作詞：愛内里菜　作曲：綿貫正顕　編曲：小澤正澄
2. FANTASY RUSH
  - 作詞：愛内里菜　作曲：浅川悠魅　編曲：T-SAITOH
3. 愛が見えたよ
  - 作詞：愛内里菜　作曲・編曲：corin.

彼女の親友の結婚式のために書き下ろした初めてのウエディングソングである。叶うのが難しいと思っていた親友の熱い片思いが実ったことに驚き、「夢のような　ほんとの話」と最後の歌詞に追加した。
4. 赤く熱い鼓動 -TV version-
オリジナルと比べ、ボーカルが異なっている。
5. 赤く熱い鼓動 -instrumental-

## タイアップ
- CBC･TBS系『ウルトラマンネクサス』3代目エンディングテーマ（#4）
- 日本テレビ系モータースポーツテーマソング（#2）

## 収録アルバム
- DELIGHT（#1）
- ALL SINGLES BEST 〜THANX 10th ANNIVERSARY〜（#1）